# オニール・ベル
オニール・ベル（O'Neil Bell、1974年12月29日 - 2015年11月25日）は、ジャマイカの男性プロボクサー。元WBAスーパー・WBC・IBF世界クルーザー級王者。破壊力のあるハードパンチが持ち味のボクサー。「Supernova（スーパーノヴァ、超新星）」のニックネームを持つ。出身はジャマイカ・モンテゴ・ベイだが、引退後はジョージア州アトランタに在住し、アメリカ合衆国を中心に活動していた。

## 来歴
1998年2月19日にアトランタでプロデビューする。初戦は1回TKOで勝利するが、プロ2戦目にKOで負けている。プロデビューが23歳という比較的遅めであったためか、2002年までは年間4, 5試合というハイペースで試合をこなしている。
2000年10月19日にはNBA全米クルーザー級王座を獲得するが、前の試合はなんと10月13日に行っており、1週間でタイトル戦というタイトなスケジュールだった。
2001年1月18日にはNABF北米クルーザー級王座を獲得し、2002年11月8日にはUSBA全米クルーザー級王座を獲得。
2005年5月20日、IBF世界クルーザー級王座決定戦でデール・ブラウンを12回判定で破り空位の王座を獲得。同年8月26日には同王座の初防衛に成功。
2006年1月7日にニューヨークのマディソン・スクエア・ガーデンでWBAスーパー・WBC世界クルーザー級王者ジャン＝マルク・モルメクと対戦し、10回2分50秒KO勝ちを収め3団体の王座統一に成功した。その後、指名挑戦者とのタイトル戦をキャンセルしたため3月31日にIBF王座を剥奪された。
2007年3月17日、フランス・オー＝ド＝セーヌ県・ルヴァロワ＝ペレのパレ・デ・スポール・マルセル・セルダンでのジャン＝マルク・モルメクと再戦し、12回0-3（2者が113-115、112-116）の判定負けを喫しWBA王座の初防衛に失敗、WBC王座の初防衛にも失敗し王座から陥落した。
2008年4月19日、トマシュ・アダメクとIBF世界クルーザー級王座挑戦者決定戦を行い、8回TKO負けを喫しIBF王座への挑戦権獲得に失敗した。
2015年11月25日、アトランタ市内でバスから降車しようとした際に強盗犯により射殺された。40歳だった。

## 獲得タイトル
- NBA全米クルーザー級王座
- NABF北米クルーザー級王座
- USBA全米クルーザー級王座
- IBF世界クルーザー級王座
- WBA世界クルーザー級スーパー王座
- WBC世界クルーザー級王座